# Pyongsong
P'yŏngsŏng (Hán Việt: Bình Thành) là một thành phố thuộc tỉnh Pyongan Nam ở Bắc Triều Tiên. Thành phố nằm cách 32 km về phía đông bắc của thủ đô Bình Nhưỡng, và được thành lập từ tháng 12 năm 1969. Dân số của thành phố vào năm 2008 là 284.386 người, trong đó dân số đô thị là 236.583 người.
Ga Pyongsong nằm trên tuyến đường sắt Pyongra.
Pyongsong được chia thành 20 phường (dong, động) và 14 xã (ri, lý)
- Pyeongseongdong, Yeogjeondong, Guwoldong, Bodeogdong, Samhwadong, Songlyeongdong, Sangchadong, Hachadong, Munhwadong, Olidong, Dumudong, Eundeogdong, Deogseongdong, Ogjeondong, Yangjidong, Julyedong, Jungdeogdong, Bonghagdong, Hagsudong, Laengcheondong.
- Wolpoli, Samlyongli, Hutanli, Cheong-ogli, Hadanli, Eojungli, Lyulhwali, Jasanli, Jamoli, Unheungli, Gocheonli, Baegsongli, Hwapoli, Hutanli.